# Duisburg Hauptbahnhof
Duisburg Hauptbahnhof (afgekort als: Duisburg Hbf) is het grootste station van de West-Duitse stad Duisburg. Het station wordt aangedaan door verschillende treinen van de DB, Regional-Express, Regionalbahn en de S-Bahn. Vanaf Duisburg Hbf vertrekken verschillende treinen naar Düsseldorf International Airport.
Onder de naam Duisburg Hbf is het ook een metrostation van de Stadtbahn van Duisburg.

## Treinseries
De volgende treinseries stoppen op Duisburg Hbf:

### Langeafstandstreinen
| Treinserie | Route                                                                                 | Bijzonderheden                     |
| ---------- | ------------------------------------------------------------------------------------- | ---------------------------------- |
| ICE 10     | Berlin Ostbahnhof – Duisburg Hbf – Düsseldorf Hauptbahnhof (– Keulen/Bonn Luchthaven) |                                    |
| ICE 30/31  | Hamburg-Altona - Duisburg Hbf - Stuttgart Hauptbahnhof                                |                                    |
| ICE 41     | Dortmund Hauptbahnhof - Duisburg Hbf - München Hauptbahnhof                           |                                    |
| ICE 42     | Münster Hauptbahnhof - Duisburg Hbf - München Hbf                                     |                                    |
| ICE 43     | Station Amsterdam Centraal - Duisburg Hbf - Basel SBB                                 |                                    |
| IC 51      | Berlin Hauptbahnhof - Duisburg Hbf - Köln Hauptbahnhof                                | via Station Düsseldorf Flughafen   |
| IC 55      | Leipzig Hauptbahnhof - Duisburg Hbf - Stuttgart                                       |                                    |
| ICE 78     | Amsterdam Centraal - Duisburg Hbf - Frankfurt (Main) Hauptbahnhof                     | Exploitatie door ICE International |
| ICE 91     | Dortmund Hbf - Duisburg Hbf - Wien Westbahnhof                                        |                                    |
| FLX20      | Hamburg-Altona - Duisburg Hbf - Köln Hauptbahnhof                                     | Exploitatie als open-access dienst |
| FLX30      | Berlin Südkreuz - Duisburg Hbf - Köln Hauptbahnhof                                    | Exploitatie als open-access dienst |

### Regional-Express
| Serie        | Treinsoort                          | Route | Bijzonderheden                                                                     |
| ------------ | ----------------------------------- | --- | ---------------------------------------------------------------------------------- |
| RE 1 (RRX)   | Regional-Express (National Express) | Aachen Hbf – Stolberg (Rheinl) Hbf – Eschweiler Hbf – Düren – Köln Hbf – Düsseldorf Hbf – Duisburg Hbf – Essen Hbf – Dortmund Hbf – Hamm (Westf)                                | NRW-Express                                                                        |
| RE 2         | Regional-Express (DB Regio NRW)     | Osnabrück Hbf – Münster Hbf – Recklinghausen Hbf – Wanne-Eickel Hbf – Gelsenkirchen Hbf – Essen Hbf – Duisburg Hbf – Düsseldorf Hbf                                             | Rhein-Haard-Express                                                                |
| RE 3         | Regional-Express (Eurobahn)         | Hamm (Westf) – Dortmund Hbf – Castrop-Rauxel Hbf – Herne – Wanne-Eickel Hbf – Gelsenkirchen Hbf – Oberhausen Hbf – Duisburg Hbf – Düsseldorf Hbf                                | Rhein-Emscher-Express                                                              |
| RE 5 (RRX)   | Regional-Express (National Express) | Wesel – Oberhausen Hbf – Duisburg Hbf – Düsseldorf Hbf – Köln Hbf – Bonn Hbf – Remagen – Andernach – Koblenz Hbf                                                                | Rhein-Express                                                                      |
| RE 6 (RRX)   | Regional-Express (National Express) | Köln/Bonn Luchthaven – Köln Hbf – Neuss Hbf – Düsseldorf Hbf – Duisburg Hbf – Essen Hbf – Bochum Hbf – Dortmund Hbf – Hamm Hbf – Gütersloh Hbf – Bielefeld Hbf – Minden (Westf) | Rhein-Weser-Express                                                                |
| RE 11 (RRX)  | Regional-Express (National Express) | Düsseldorf Hbf – Duisburg Hbf – Essen Hbf – Bochum Hbf – Dortmund Hbf – Hamm (Westf) Hbf – Paderborn Hbf – Warburg (Westf) – Kassel-Wilhelmshöhe                                | Rhein-Hellweg-Express Rijdt elke twee uur tussen Paderborn en Kassel-Wilhelmshöhe. |
| 20000 RE 19  | Regional-Express (VIAS)             | Arnhem Centraal – Zevenaar – Emmerich-Elten – Emmerich – Wesel – Oberhausen Hbf – Duisburg Hbf – Düsseldorf Flughafen – Düsseldorf Hbf                                          | Rhein-IJssel-Express                                                               |
| 20000 RE 19a | Regional-Express (VIAS)             | Bocholt – Dingden – Hamminkeln – Blumenkamp – Wesel – Oberhausen Hbf – Duisburg Hbf – Düsseldorf Flughafen – Düsseldorf Hbf                                                     | Bocholter Bahn                                                                     |
| RE 42        | Regional-Express (DB Regio NRW)     | Mönchengladbach Hbf – Viersen – Krefeld Hbf – Duisburg Hbf – Essen Hbf – Gelsenkirchen Hbf – Wanne-Eickel Hbf – Recklinghausen Hbf – Münster (Westf) Hbf                        | Niers-Haard-Express                                                                |

### Regionalbahn
| Serie | Treinsoort                  | Route | Bijzonderheden                                                 |
| ----- | --------------------------- | --- | -------------------------------------------------------------- |
| RB 31 | Regionalbahn (NordWestBahn) | (Xanten – Alpen – )Moers – Trompet – Rumeln – Rheinhausen – Duisburg Hbf | Der Niederrheiner 2x per uur Moers-Duisburg, zondag 1x per uur |
| RB 33 | Regionalbahn (DB Regio NRW) | Aachen Hbf – Herzogenrath – Lindern – / [ Heinsberg (Rheinl) ] Rheydt Hbf – Mönchengladbach Hbf – Viersen – Krefeld Hbf – Rheinhausen – Duisburg Hbf – Mülheim (Ruhr) Hbf – Essen Hbf | Rhein-Niers-Bahn Trein splitst en combineert in Lindern.       |
| RB 35 | Regionalbahn (VIAS)         | Wesel – Dinslaken – Oberhausen Hbf – Duisburg Hbf – Rheinhausen – Krefeld Hbf – Viersen – Mönchengladbach Hbf                                                                         | Emscher-Niederrhein-Bahn                                       |
| RB 37 | Regionalbahn (DB Regio NRW) | Duisburg Hbf – Duisburg-Wedau – Duisburg-Bissingheim – Duisburg-Entenfang | Der Wedauer                                                    |

### S-Bahn
| Serie | Treinsoort            | Route | Bijzonderheden |
| ----- | --------------------- | --- | -------------- |
| S 1   | S-Bahn (DB Regio NRW) | Solingen Hbf – Düsseldorf Hbf – Düsseldorf Luchthaven – Duisburg Hbf – Mülheim (Ruhr) Hbf – Essen Hbf – Bochum Hbf – Dortmund Hbf                                              |                |
| S 2   | S-Bahn (DB Regio NRW) | Duisburg Hbf – Oberhausen Hbf – Essen-Altenessen – (Essen Hbf – / ) Gelsenkirchen Hbf – Wanne-Eickel Hbf – (Recklinghausen Hbf – / ) Herne – Castrop-Rauxel Hbf – Dortmund Hbf |                |

## Stadtbahn-lijnen

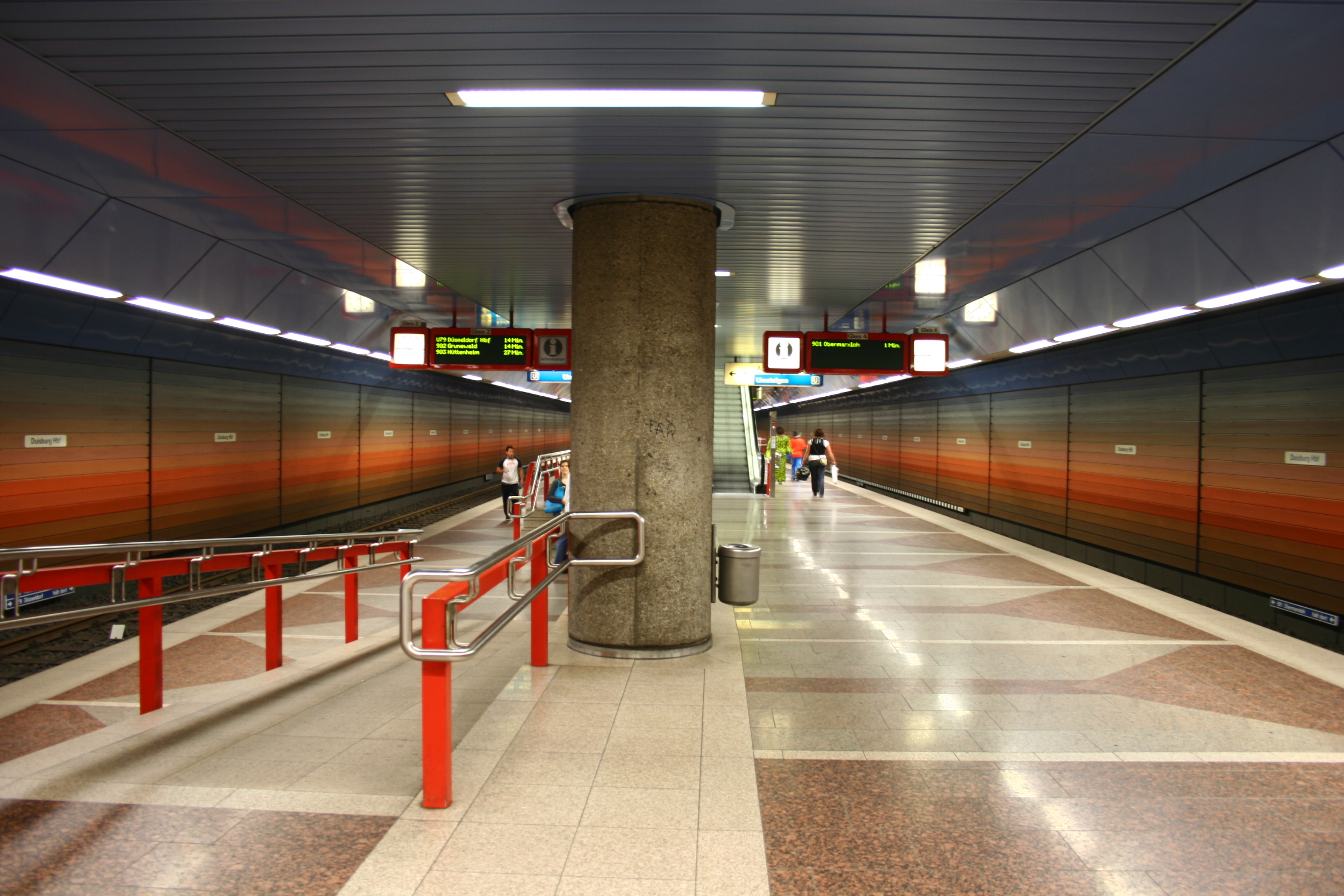
Metrostation Duisburg Hbf van de Stadtbahn van Duisburg

| Lijn | Route | Jaar van inbedrijfstelling | Lengte (km) | Stations (ondergrondse stations) |
| ---- | --- | -------------------------- | ----------- | -------------------------------- |
| U79  | DU-Meiderich Bf – Duisburg Hbf – Kesselsberg – Wittlaer – Düsseldorf Hbf – Oberbilk S – Kaiserslauterner Straße – Universität Ost/Botanischer Garten | 1988                       | 41,3        | 50 (20)                          |

0,0: Köln Hbf ·
1,1: Köln Messe/Deutz ·
4,1: Köln-Buchforst ·
5,0: Köln-Mülheim ·
7,5: Köln-Stammheim ·
9,4: Bayerwerk ·
11,7: Leverkusen Mitte ·
13,3: Leverkusen-Küppersteg ·
16,1: Leverkusen-Rheindorf ·
20,2: Langenfeld (Rhld) ·
22,7: Langenfeld (Rhld)-Berghausen ·
24,7: Düsseldorf-Hellerhof ·
26,0: Düsseldorf-Garath ·
28,5: Düsseldorf-Benrath ·
31,0: Düsseldorf-Reisholz ·
33,5: Düsseldorf-Eller Süd ·
39,5: Düsseldorf Hbf ·
46,0: Düsseldorf-Unterrath ·
47,7: Düsseldorf Flughafen ·
49,2: Kalkum ·
52,1: Angermund ·
53,8: Duisburg-Rahm ·
55,8: Duisburg-Großenbaum ·
57,8: Duisburg-Buchholz ·
60,0: Duisburg Schlenk ·
63,1: Duisburg Hbf
0,0: Köln Messe/Deutz ·
4,1: Köln-Buchforst ·
3,8: Köln-Mülheim ·
11,7: Leverkusen Mitte ·
28,5: Düsseldorf-Benrath ·
39,5: Düsseldorf Hbf ·
47,7: Düsseldorf Flughafen ·
49,2: Kalkum ·
63,1: Duisburg Hbf ·
70,7: Oberhausen Hbf ·
75,2: Essen-Frintrop ·
76,0: Essen-Dellwig ·
80,0: Station Essen-Bergeborbeck ·
82,1: Station Essen-Altenessen ·
85,1: Essen-Zollverein Nord ·
89,1: Gelsenkirchen Hbf ·
94,5: Wanne-Eickel Hbf ·
98,4: Herne ·
105,3: Castrop-Rauxel Hbf ·
110,3: Dortmund-Mengede ·
117,0: Dortmund Gbf ·
119,5: Dortmund Hbf ·
121,8: Dortmund Bbf ·
125,4: Dortmund-Scharnhorst ·
126,4: Dortmund-Flughafen ·
129,4: Dortmund-Kurl ·
131,6: Kamen-Methler ·
135,5: Kamen ·
142,0: Nordbögge ·
150,7: Hamm (Westf)
Dortmund Hbf ·
Dortmund-Dorstfeld ·
Dortmund-Wischlingen ·
Dortmund-Dorstfeld Süd ·
Dortmund Universität ·
Dortmund-Oespel ·
Dortmund-Kley ·
Bochum-Langendreer ·
Bochum-Langendreer West ·
Bochum Hbf ·
Bochum-Ehrenfeld ·
Wattenscheid-Höntrop ·
Essen-Eiberg ·
Essen-Steele Ost ·
Essen-Steele ·
Essen Hbf ·
Essen West ·
Essen-Frohnhausen ·
Mülheim Hbf ·
Mülheim-Styrum ·
Duisburg Hbf ·
Duisburg Schlenk ·
Duisburg-Buchholz ·
Duisburg-Großenbaum ·
Duisburg-Rahm ·
Angermund ·
Düsseldorf Flughafen ·
Düsseldorf-Unterrath ·
Düsseldorf-Derendorf ·
Düsseldorf Zoo ·
Düsseldorf-Wehrhahn ·
Düsseldorf Hbf ·
Düsseldorf Volksgarten ·
Düsseldorf-Oberbilk ·
Düsseldorf-Eller Mitte ·
Düsseldorf-Eller ·
Hilden ·
Hilden Süd ·
Solingen Vogelpark ·
Solingen Hbf
Dortmund Hbf ·
Dortmund-Dorstfeld ·
Dortmund-Wischlingen ·
Dortmund-Huckarde ·
Dortmund-Westerfilde ·
Dortmund-Nette/Östrich ·
Dortmund-Mengede ·
Castrop-Rauxel Hbf ·
Herne
(>> Recklinghausen Süd ·
Recklinghausen Hbf) ·
Wanne-Eickel Hbf ·
Gelsenkirchen Hbf ·
(>> Gelsenkirchen-Rotthausen ·
Essen-Kray Nord ·
Essen Hbf) ·
Essen-Zollverein Nord ·
Essen-Altenessen ·
Essen-Bergeborbeck ·
Essen-Dellwig ·
Oberhausen Hbf · 
Duisburg Hbf